# Landon Donovan
Landon Timothy Donovan (Ontario, 4 marzo 1982) è un dirigente sportivo, allenatore di calcio ed ex calciatore statunitense, di ruolo attaccante, consulente strategico del Lincoln City.
È il miglior marcatore nella storia della nazionale statunitense (57 gol), a pari merito con Clint Dempsey, ed è al secondo posto nella regular season della Major League Soccer (con 146 gol). Nella medesima competizione detiene anche il record di assist forniti (110).

## Biografia
Nato (insieme alla sorella gemella Tristan) il 4 marzo 1982, a Ontario, in California, da Donna Kenney-Cash, un'insegnante americana di educazione speciale, e Tim Donovan, un giocatore semi-professionista di hockey su ghiaccio originario del Canada. I genitori di Donovan sono entrambi di origine irlandese e detiene la cittadinanza canadese tramite suo padre. Sua madre ha cresciuto Landon e i suoi fratelli a Redlands, in California, e ha frequentato la Redlands East Valley High School quando non era impegnato in attività calcistiche altrove.
Si è sposato con l'attrice Bianca Kajlich il 31 dicembre 2006, lasciandosi ufficialmente nel 2009 e ottenendo il divorzio nel 2010.
Venerdì 14 agosto 2009 è stato annunciato che Donovan aveva contratto l'influenza suina. Il giorno prima aveva giocato una partita internazionale contro il Messico con gli Stati Uniti.
Donovan parla fluentemente lo spagnolo, appreso principalmente a scuola ma anche tramite suoi compagni. Il giocatore parla anche discretamente il tedesco grazie ai suoi periodi trascorsi al Bayer Leverkusen e al Bayern Monaco.
Donovan è apparso sulla copertina del videogioco FIFA Football 2003, e successivamente anche sulle copertine nordamericane di FIFA 07, FIFA 11 e FIFA 12.
Nel maggio 2015 sposa Hannah Bartell. La coppia ha due figli: Talon, nato il 27 gennaio 2016, e Slate, nato il 20 giugno 2017.
Donovan, durante la Coppa del Mondo 2018, venne criticato duramente per aver mostrato supporto verso la Nazionale messicana, facendo successivamente venire a galla che tutto ciò era dovuto ad una semplice trovata pubblicitaria organizzata da Wells Fargo. Successivamente, molti suoi ex compagni di nazionale contestarono le sue parole, specialmente l'ex Fulham Carlos Bocanegra, al quale Donovan risponderà personalmente dicendogli di ricordare da dove provenisse (riferendosi alle sue origini messicane).

## Caratteristiche tecniche
Nel 2001 è stato inserito nella lista dei migliori giovani calciatori stilata da Don Balón.
Donovan era un attaccante versatile noto per il suo ritmo e la sua resistenza, nonché per l'intelligenza e l'abilità tecnica. Soprattutto nella prima parte della sua carriera, era solito a giocare come attaccante, venendo apprezzato notevolmente per la sua velocità. Con il passare degli anni, il giocatore iniziava sempre più spesso ad essere utilizzato come trequartista, posizione in cui era capace di dare numerosi vantaggi alla squadra grazie alle sue capacità di regia, visione di passaggio e ritmo di lavoro difensivo. Bravo nel dribbling, era anche un buon tiratore dalla distanza con ottimi piedi.

## Carriera

### Giocatore

#### Bayer Leverkusen e San José Earthquakes
Nel 1999 raggiunge notorietà internazionale dopo aver giocato nella nazionale statunitense Under-17 ai campionati mondiali. Firma un contratto con il Bayer Leverkusen lo stesso anno, dopo essere stato notato dall'allora direttore sportivo Michael Reschke durante un torneo giovanile in Europa. Dato il suo ambientamento lento e difficoltoso, nel 2001 viene girato in prestito al San Jose Earthquakes. Poco dopo essere approdato in Major League Soccer ha subito riscosso un enorme successo, guidando la squadra alla vittoria di due titoli nazionali in tre anni (2001 e 2003). In quattro anni di militanza agli Earthquakes ha messo a segno un numero di 32 reti e 29 assist. Qua viene inoltre nominato per due volte calciatore americano dell'anno nel 2003 e nel 2004. Il 1º gennaio 2005, scaduto il prestito, ritorna al Bayer Leverkusen.

#### Los Angeles Galaxy
Dal 2005 gioca nella squadra nordamericana dei Los Angeles Galaxy, con i quali conquista la Major League Soccer al primo anno. Durante questa sua prima annata lo statunitense riuscirà a timbrare in rete per 12 volte in campionato, concludendo la stagione mettendo a referto altre 4 marcature nei play-off. Quell'anno verrà nominato per la prima volta nell'MLS Best XI. L'annata seguente mette a referto nuovamente 12 reti in campionato e altre 4 in U.S. Open Cup, dove saranno eliminati dai Chicago Fire.
Nella stagione 2007 il giocatore si vedrà costretto a dover cedere la fascia da capitano al neoarrivato David Beckham. In questa stessa stagione Donovan riuscirà a piazzarsi al settimo posto della classifica migliori marcatori della storia della Major League Soccer con le sue 84 reti in due anni.
Nella stagione 2008 fa il record di gol e si aggiudica per la prima volta il titolo di capocannoniere grazie alle 20 marcature raggiunte a fine stagione, impreziosite da 9 assist, tutto questo in controcorrente alla sua squadra che non si qualifica neanche per i play-off.
Il 14 agosto 2009 viene diffusa la notizia che Landon Donovan è stato contaminato dalla influenza suina. Dopo l'approdo di Bruce Arena sulla panchina del club e il conseguente addio di Beckham per accasarsi in prestito al Milan, Donovan riottiene finalmente la fascia da capitano, questa volta in fase permanente. Nel mese di luglio il giocatore sarà soggetto di numerose critiche per i suoi commenti riguardanti David Beckham contenuti all'interno di un libro del giornalista statunitense Grant Wahl, che descrivevano il fantasista inglese come un inadeguato compagno di squadra. Il giocatore si è successivamente scusato con il compagno durante un'intervista.
Tra il 2009 e il 2010 viene girato in prestito in Europa, ma nonostante la volontà di esser trattenuto fa ritorno ai Galaxy per l'inizio della MLS 2010.
Nel 2011 vince sempre con i Los Angeles Galaxy per la terza volta la Major League Soccer segnando il gol vittoria al 72º minuto contro gli Houston Dynamo e nel 2012 conquista il 4º titolo con i Galaxy battendo ancora gli Houston Dynamo per 3-1. Donovan segna al 65º minuto su rigore il gol del parziale 2-1.

#### Prestiti a Bayern Monaco ed Everton
All'inizio del 2009 gioca brevemente in prestito presso il Bayern Monaco. Dopo aver segnato un totale di 4 reti in 6 gare amichevoli, il 30 gennaio 2009 debutta ufficialmente in Bundesliga in un match perso per 1-0 contro l'Amburgo. Tuttavia, dopo aver totalizzato solamente 7 presenze, il club bavarese decide di non riscattarlo e di rimandarlo nuovamente negli States.
Il 18 dicembre 2009 viene invece ufficializzato il suo passaggio in prestito all'Everton, a partire dal mese di gennaio. Questa esperienza viene affrontata da Donovan con la particolare motivazione di doversi preparare al meglio per i mondiali del 2010, oltre che per dimostrare il suo valore in Europa, fin lì minato dalle negative esperienze in Bundesliga. In Premier League Donovan, impiegato nel ruolo di esterno destro di centrocampo, gioca 10 partite collezionando 2 gol e quattro assist, venendo inserito nella formazione del mese e ribaltando la stagione fin lì negativa dell'Everton; visti i risultati, la società di Liverpool prova a prolungare il prestito, ma, nonostante gli sforzi della società inglese, i Los Angeles Galaxy si oppongono a un prolungamento, costringendo il giocatore a tornare negli Stati Uniti per l'inizio della MLS 2010. Il 16 dicembre 2011 si accorda con l'Everton per giocare ancora una volta in prestito durante la pausa della MLS.

#### Ritorno al L.A. Galaxy
Al termine del prestito, dopo 9 partite, di cui 7 in campionato con 7 assist siglati, fa ritorno ai Los Angeles Galaxy. Egli diverrà decisivo per la vittoria della MLS Cup 2012 contro gli Houston Dynamo: ha messo a segno un calcio di rigore fondamentale al 65' minuto portando in vantaggio i Galaxy per 2-1, mettendo a segno la sua quinta rete in una finale di questa competizione.
Tornò ad allenarsi con la squadra il 25 marzo 2013 facendo anche il suo debutto stagionale in una gara contro il Toronto FC, subentrando dalla panchina al 61' minuto. Successivamente, dopo aver messo a segno una doppietta contro il Chivas USA, raggiunse Jeff Cunningham in testa alla classifica dei migliori marcatori della storia della Major League Soccer, mettendo a segno in totale 134 reti. Il 25 maggio 2014 Donovan ha ufficialmente battuto il record di Cunningham dopo aver messo a segno l'ennesima doppietta contro il Philadelphia Union. Il 6 agosto 2014 ha messo a segno il gol vittoria nell'MLS All-Star Game 2014, superando con un pallonetto Manuel Neuer al 70' minuto. Il 10 dicembre 2014 dopo aver vinto il campionato decide di ritirarsi dall'attività agonistica.
Il 9 settembre 2016 decide di tornare a giocare e si accorda di nuovo con la squadra californiana. Due giorni dopo torna a giocare subentrando dalla panchina all'83' minuto di una gara contro l'Orlando City vestendo la maglia numero 26 (indossata durante i suoi primi anni al Bayer Leverkusen), poiché la sua numero 10 era al momento occupata da Giovani dos Santos. Tornerà al gol la giornata successiva in una gara contro lo Sporting Kansas City, pareggiando la gara nei minuti finali. Deciderà di ritirarsi nuovamente dal calcio giocato a fine stagione.

#### León
Il 13 gennaio 2018 torna nuovamente a giocare, venendo tesserato dal León, club della Primera División messicana. Ha fatto il suo debutto il 10 febbraio 2018, entrando come sostituto all'83' minuto di una gara vinta per 2-1 contro il Puebla. Il 24 marzo seguente ha messo a referto la sua prima marcatura con il club messicano in un'amichevole contro i San José Earthquakes. Dopo aver collezionato appena sei presenze in cinque mesi, rescinde consensualmente il contratto con il club, lasciando così la squadra.

#### San Diego Sockers
Il 24 gennaio 2019, Donovan ha firmato per i San Diego Sockers militanti nella Major Arena Soccer League (MASL). Ha fornito il suo primo assist nella gara vinta per 6-4 sui Tacoma Stars nella sua gara di debutto avvenuta il 15 febbraio 2019, davanti ad un pubblico da record alla Pechanga Arena di San Diego. Ha poi segnato una doppietta nella partita successiva vinta per ben 13-2 contro il Turlock Express, aprendo le marcature addirittura dopo 12 secondi. Donovan è stato nominato all'interno della squadra della settimana 14 della MASL, ed è stato anche nominato il miglior nuovo arrivato della stagione 2018-2019. Tuttavia, all'inizio di luglio 2019, Donovan decide di lasciare il club e di conseguenza anche il calcio giocato.

### Nazionale

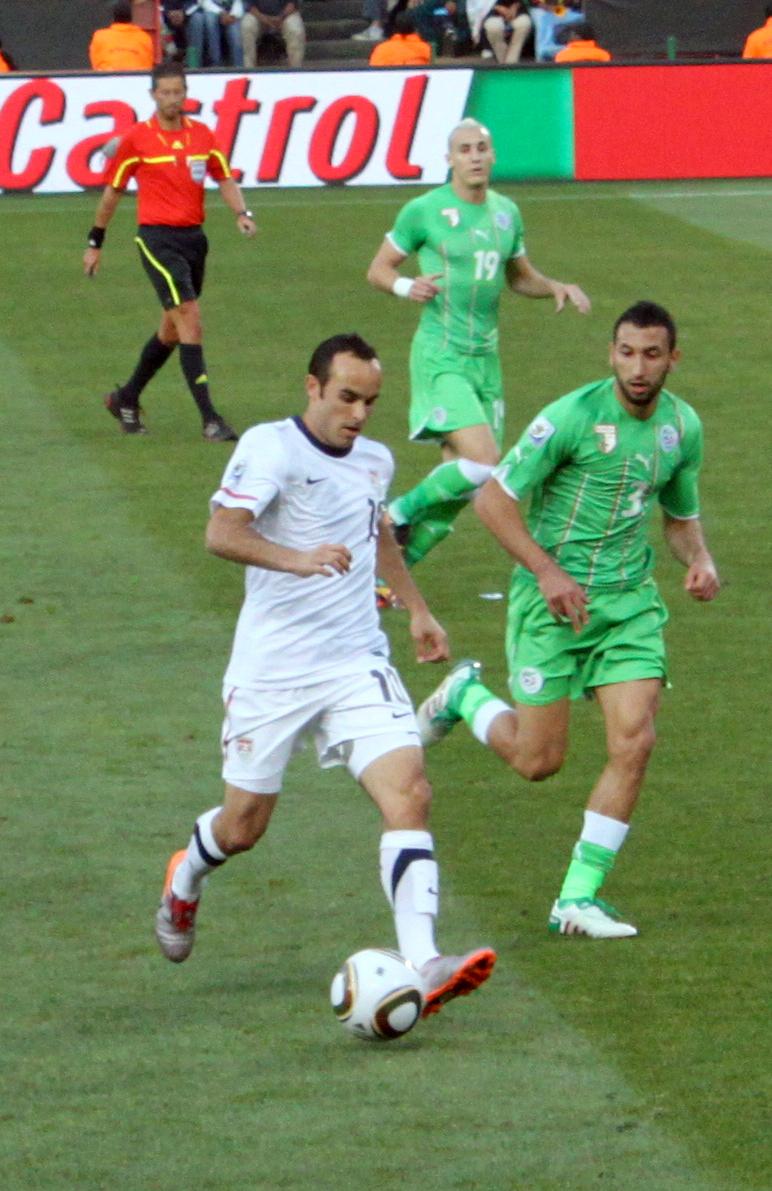
Landon Donovan contro la nazionale dell'Algeria ai Mondiali 2010

Landon Donovan è il miglior marcatore della nazionale statunitense, con 57 reti realizzate. Ha fatto parte della spedizione della sua Nazionale per sei edizioni della CONCACAF Gold Cup (2002, 2003, 2005, 2007, 2011 e 2013) vincendola in quattro occasioni e arrivando sul podio nelle altre due.
Ha partecipato a due edizioni di FIFA Confederations Cup (2003 e 2009). Nell'ultima edizione gli Stati Uniti hanno raggiunto la finale perdendola però per 2-3 contro il Brasile; in questa occasione Landon Donovan ha realizzato una splendida rete in contropiede che è valso il momentaneo 2-0 nel corso del primo tempo su assist di Charlie Davies.
Nella sua carriera in nazionale vanta inoltre la presenza a tre spedizioni ai campionati mondiali di calcio (2002, 2006 e 2010). Si distingue nel mondiale di Corea del Sud/Giappone 2002 contribuendo alla qualificazione fino ai quarti di finale con 2 gol: uno durante la fase a gironi nella gara persa contro la Polonia per 3-1 ed uno contro i rivali di sempre del Messico agli ottavi di finale. Gli Stati Uniti vengono eliminati ai quarti di finale dalla Germania per 1-0. Gli viene assegnato il riconoscimento come miglior giovane dei mondiali. Durante il mondiale di Sudafrica 2010 ha messo a segno tre reti: due durante la fase a gironi, una nel secondo match finito 2-2 contro la Slovenia e una, al 92' di gioco, contro l'Algeria decisiva per il passaggio della squadra agli ottavi di finale, e una su rigore proprio nella sfida degli ottavi contro il Ghana, persa ai tempi supplementari per 2-1.
Il 23 maggio 2014 il CT Jürgen Klinsmann lo esclude dalla lista definitiva dei calciatori che poi hanno partecipato ai mondiali in Brasile, dichiarando che il giocatore è indietro con la preparazione atletica. L'11 ottobre dopo l'amichevole con l'Ecuador lascia la nazionale.

### Allenatore

#### San Diego Loyal
Nel giugno 2019 Donovan e Warren Smith, già cofondatore dei Sacramento Republic, fondano i San Diego Loyal, team di espansione del campionato USL, debuttante nella stagione 2020. All'ex fantasista statunitense venne affidato l'incarico di organizzare lo staff tecnico della squadra, avendo ottenuto la guida tecnica: Donovan designò l'ex tecnico dei Sacramento Republic Paul Buckle e l'ex giocatrice statunitense Shannon MacMillan come consulenti tecnici principali, facendo firmare nel 2020 anche Nate Miller, ex calciatore che fino ad allora aveva militato solo in squadre universitarie.
Durante il suo primo anno in carica riuscì a far ottenere alla squadra un discreto successo, salvo poi abbandonare volontariamente il campionato con due giornate d'anticipo per via di presunti insulti razzisti ricevuti dai suoi rispettivi da alcuni giocatori militanti nel LA Galaxy II che erano rimasti impuniti. Successivamente, in una gara contro i Phoenix Rising, l'attaccante Junior Flemmings rivolge un insulto omofobo verso Collin Martin, dichiaratamente omosessuale; a causa di ciò, la squadra decise di lasciare il campo in anticipo, perdendo la gara a tavolino. Dopodiché, il 2 dicembre 2022 Donovan viene promosso a vicepresidente del club, affidando a Nate Miller la guida tecnica.
Tuttavia, il 24 ottobre 2023 il club viene sciolto a causa della candidatura del San Diego per l'ammissione in Major League Soccer.

#### San Diego Wave
Il 16 agosto 2024 viene nominato tecnico ad interim del San Diego Wave, militante nella National Women's Soccer League, in sostituzione del partente Paul Buckle. Il 18 novembre 2024, al termine della stagione, lascia il club.

### Dirigente

#### Lincoln City
Il 17 giugno 2021 Donovan viene annunciato come nuovo consulente tecnico del Lincoln City, club inglese militante in Football League One, con il compito di instaurare una serie di rapporti con i venditori del Nordamerica.

## Statistiche

### Presenze e reti nei club
Tra club, nazionale maggiore e nazionali giovanili, Donovan ha giocato globalmente 724 partite segnando 298 reti, alla media di 0,41 gol a partita. Ben 101 reti, circa due quinti di quelle segnate in carriera sono marcature fatte con la nazionale degli Stati Uniti, della quale Donovan è miglior marcatore sia per la nazionale maggiore sia per l'Under 17 e Under 23.
| Stagione                  | Squadra                   | Campionato                | Campionato | Campionato | Coppe nazionali | Coppe nazionali | Coppe nazionali | Coppe continentali | Coppe continentali | Coppe continentali | Altre coppe | Altre coppe | Altre coppe | Totale | Totale |
| Stagione                  | Squadra                   | Comp                      | Pres       | Reti       | Comp            | Pres            | Reti            | Comp               | Pres               | Reti               | Comp        | Pres        | Reti        | Pres   | Reti   |
| ------------------------- | ------------------------- | ------------------------- | ---------- | ---------- | --------------- | --------------- | --------------- | ------------------ | ------------------ | ------------------ | ----------- | ----------- | ----------- | ------ | ------ |
| 1999-2000                 | Bayer 04 Leverkusen II    | RN                        | 20         | 6          | -               | -               | -               | -                  | -                  | -                  | -           | -           | -           | 20     | 6      |
| 2000-2001                 | Bayer 04 Leverkusen II    | OL                        | 8          | 3          | CG              | 1               | 0               | -                  | -                  | -                  | -           | -           | -           | 9      | 3      |
| Bayer 04 Leverkusen II    | Bayer 04 Leverkusen II    | Bayer 04 Leverkusen II    | 28         | 9          |                 | 1               | 0               |                    | -                  | -                  |             | -           | -           | 29     | 9      |
| 2001                      | S.J. Earthquakes          | MLS                       | 22+6       | 7+5        | USOC            | 2               | 0               | -                  | -                  | -                  | -           | -           | -           | 30     | 12     |
| 2002                      | S.J. Earthquakes          | MLS                       | 20+2       | 7+1        | USOC            | 2               | 0               | CCL                | 2                  | 2                  | -           | -           | -           | 26     | 10     |
| 2003                      | S.J. Earthquakes          | MLS                       | 22+4       | 12+4       | USOC            | 1               | 0               | CCL                | 2                  | 1                  | -           | -           | -           | 29     | 17     |
| 2004                      | S.J. Earthquakes          | MLS                       | 23+2       | 6+0        | USOC            | 3               | 1               | CCL                | 1                  | 0                  | -           | -           | -           | 29     | 7      |
| Totale S.J. Eartquakes    | Totale S.J. Eartquakes    | Totale S.J. Eartquakes    | 87+14      | 32+10      |                 | 8               | 1               |                    | 5                  | 3                  |             | -           | -           | 114    | 46     |
| gen.-mar. 2005            | Bayer Leverkusen          | BL                        | 7          | 0          | CG+CdL          | -               | -               | UCL                | 2                  | 0                  | -           | -           | -           | 9      | 0      |
| 2005                      | Los Angeles Galaxy        | MLS                       | 22+4       | 12+4       | USOC            | 3               | 2               | -                  | -                  | -                  | -           | -           | -           | 29     | 18     |
| 2006                      | Los Angeles Galaxy        | MLS                       | 24         | 13         | USOC            | 3               | 1               | CCL                | 2                  | 1                  | -           | -           | -           | 29     | 15     |
| 2007                      | Los Angeles Galaxy        | MLS                       | 25         | 8          | USOC            | 3               | 1               | -                  | -                  | -                  | SL          | 5           | 4           | 33     | 13     |
| 2008                      | Los Angeles Galaxy        | MLS                       | 25         | 20         | USOC            | 0               | 0               | -                  | -                  | -                  | -           | -           | -           | 25     | 20     |
| gen.-mar. 2009            | Bayern Monaco             | BL                        | 6          | 0          | CG              | 1               | 0               | UCL                | 0                  | 0                  | -           | -           | -           | 7      | 0      |
| 2009                      | Los Angeles Galaxy        | MLS                       | 25+4       | 12+3       | USOC            | 0               | 0               | -                  | -                  | -                  | -           | -           | -           | 29     | 15     |
| gen.-mar. 2010            | Everton                   | PL                        | 10         | 2          | FACup+CdL       | 1+0             | 0               | UEL                | 2                  | 0                  | -           | -           | -           | 13     | 2      |
| 2010                      | Los Angeles Galaxy        | MLS                       | 24+3       | 7+0        | USOC            | 0               | 0               | CCL                | 2                  | 0                  | -           | -           | -           | 29     | 7      |
| 2011                      | Los Angeles Galaxy        | MLS                       | 23+4       | 12+3       | USOC            | 1               | 0               | CCL                | 6                  | 1                  | -           | -           | -           | 34     | 16     |
| gen.-feb. 2012            | Everton                   | PL                        | 7          | 0          | FACup+CdL       | 2+0             | 0               | -                  | -                  | -                  | -           | -           | -           | 9      | 0      |
| Totale Everton            | Totale Everton            | Totale Everton            | 17         | 2          |                 | 3               | 0               |                    | 2                  | 0                  |             | -           | -           | 22     | 2      |
| 2012                      | Los Angeles Galaxy        | MLS                       | 26+5       | 9+2        | USOC            | 0               | 0               | CCL                | 3                  | 1                  | -           | -           | -           | 34     | 12     |
| 2013                      | Los Angeles Galaxy        | MLS                       | 22+2       | 10+0       | USOC            | 0               | 0               | CCL                | 3                  | 0                  | -           | -           | -           | 27     | 10     |
| 2014                      | Los Angeles Galaxy        | MLS                       | 31+5       | 10+3       | USOC            | 1               | 0               | CCL                | 2                  | 0                  | -           | -           | -           | 39     | 13     |
| 2016                      | Los Angeles Galaxy        | MLS                       | 6          | 1          | USOC            | -               | -               | -                  | -                  | -                  | -           | -           | -           | 9      | 1      |
| Totale Los Angeles Galaxy | Totale Los Angeles Galaxy | Totale Los Angeles Galaxy | 253+30     | 114+15     |                 | 11              | 4               |                    | 18                 | 3                  |             | 5           | 4           | 317    | 140    |
| 2017-2018                 | Club León                 | PD                        | 6          | 0          | CCM             | 2               | 0               | -                  | -                  | -                  | -           | -           | -           | 8      | 0      |
| Totale carriera           | Totale carriera           | Totale carriera           | 441        | 182        |                 | 26              | 5               |                    | 27                 | 6                  |             | 5           | 4           | 506    | 197    |

### Cronologia presenze e reti in nazionale
| Cronologia completa delle presenze e delle reti in nazionale ― Stati Uniti | Cronologia completa delle presenze e delle reti in nazionale ― Stati Uniti | Cronologia completa delle presenze e delle reti in nazionale ― Stati Uniti | Cronologia completa delle presenze e delle reti in nazionale ― Stati Uniti | Cronologia completa delle presenze e delle reti in nazionale ― Stati Uniti | Cronologia completa delle presenze e delle reti in nazionale ― Stati Uniti | Cronologia completa delle presenze e delle reti in nazionale ― Stati Uniti | Cronologia completa delle presenze e delle reti in nazionale ― Stati Uniti |
| Data                                                                       | Città                                                                      | In casa                                                                    | Risultato                                                                  | Ospiti                                                                     | Competizione                                                               | Reti                                                                       | Note                                                                       |
| -------------------------------------------------------------------------- | -------------------------------------------------------------------------- | -------------------------------------------------------------------------- | -------------------------------------------------------------------------- | -------------------------------------------------------------------------- | -------------------------------------------------------------------------- | -------------------------------------------------------------------------- | -------------------------------------------------------------------------- |
| 25-10-2000                                                                 | Los Angeles                                                                | Stati Uniti                                                                | 2 – 0                                                                      | Messico                                                                    | Amichevole                                                                 | 1                                                                          | 32’ 90+1’                                                                  |
| 27-1-2001                                                                  | Oakland                                                                    | Stati Uniti                                                                | 2 – 1                                                                      | Cina                                                                       | Amichevole                                                                 | -                                                                          |                                                                            |
| 3-2-2001                                                                   | Miami                                                                      | Stati Uniti                                                                | 0 – 1                                                                      | Colombia                                                                   | Amichevole                                                                 | -                                                                          |                                                                            |
| 3-3-2001                                                                   | Pasadena                                                                   | Stati Uniti                                                                | 1 – 2                                                                      | Brasile                                                                    | Amichevole                                                                 | -                                                                          |                                                                            |
| 1-9-2001                                                                   | Washington                                                                 | Stati Uniti                                                                | 2 – 3                                                                      | Honduras                                                                   | Qual. Mondiali 2002                                                        | -                                                                          |                                                                            |
| 5-9-2001                                                                   | San José                                                                   | Costa Rica                                                                 | 2 – 0                                                                      | Stati Uniti                                                                | Qual. Mondiali 2002                                                        | -                                                                          | 62’                                                                        |
| 7-10-2001                                                                  | Foxborough                                                                 | Stati Uniti                                                                | 2 – 1                                                                      | Giamaica                                                                   | Qual. Mondiali 2002                                                        | -                                                                          |                                                                            |
| 11-11-2001                                                                 | Port of Spain                                                              | Trinidad e Tobago                                                          | 0 – 0                                                                      | Stati Uniti                                                                | Qual. Mondiali 2002                                                        | -                                                                          | 65’                                                                        |
| 9-12-2001                                                                  | Seogwipo                                                                   | Corea del Sud                                                              | 1 – 0                                                                      | Stati Uniti                                                                | Amichevole                                                                 | -                                                                          |                                                                            |
| 19-1-2002                                                                  | Pasadena                                                                   | Stati Uniti                                                                | 2 – 1                                                                      | Corea del Sud                                                              | Gold Cup 2002 - 1º turno                                                   | 1                                                                          | 37’                                                                        |
| 21-1-2002                                                                  | Pasadena                                                                   | Stati Uniti                                                                | 1 – 0                                                                      | Cuba                                                                       | Gold Cup 2002 - 1º turno                                                   | -                                                                          | 55’                                                                        |
| 27-1-2002                                                                  | Pasadena                                                                   | Stati Uniti                                                                | 4 – 0                                                                      | El Salvador                                                                | Gold Cup 2002 - Quarti di finale                                           | -                                                                          | 61’                                                                        |
| 30-1-2002                                                                  | Pasadena                                                                   | Stati Uniti                                                                | 0 – 0 dts (4 – 2 dtr)                                                      | Canada                                                                     | Gold Cup 2002 - Semifinale                                                 | -                                                                          |                                                                            |
| 2-2-2002                                                                   | Pasadena                                                                   | Stati Uniti                                                                | 2 – 0                                                                      | Costa Rica                                                                 | Gold Cup 2002 - Finale                                                     | -                                                                          |                                                                            |
| 13-2-2002                                                                  | Catania                                                                    | Italia                                                                     | 1 – 0                                                                      | Stati Uniti                                                                | Amichevole                                                                 | -                                                                          | 65’                                                                        |
| 2-3-2002                                                                   | Seattle                                                                    | Stati Uniti                                                                | 4 – 0                                                                      | Honduras                                                                   | Amichevole                                                                 | 2                                                                          |                                                                            |
| 10-3-2002                                                                  | Birmingham                                                                 | Stati Uniti                                                                | 1 – 0                                                                      | Ecuador                                                                    | Amichevole                                                                 | -                                                                          |                                                                            |
| 27-3-2002                                                                  | Rostock                                                                    | Germania                                                                   | 4 – 2                                                                      | Stati Uniti                                                                | Amichevole                                                                 | -                                                                          | 50’                                                                        |
| 3-4-2002                                                                   | Denver                                                                     | Stati Uniti                                                                | 1 – 0                                                                      | Messico                                                                    | Amichevole                                                                 | -                                                                          | 68’ 77’                                                                    |
| 17-4-2002                                                                  | Dublino                                                                    | Irlanda                                                                    | 2 – 1                                                                      | Stati Uniti                                                                | Amichevole                                                                 | -                                                                          | 46’                                                                        |
| 12-5-2002                                                                  | Washington                                                                 | Stati Uniti                                                                | 2 – 1                                                                      | Uruguay                                                                    | Amichevole                                                                 | -                                                                          | 46’                                                                        |
| 16-5-2002                                                                  | East Rutherford                                                            | Stati Uniti                                                                | 5 – 0                                                                      | Giamaica                                                                   | Amichevole                                                                 | 1                                                                          | 39’                                                                        |
| 19-5-2002                                                                  | Foxborough                                                                 | Stati Uniti                                                                | 0 – 2                                                                      | Paesi Bassi                                                                | Amichevole                                                                 | -                                                                          | 56’                                                                        |
| 5-6-2002                                                                   | Suwon                                                                      | Stati Uniti                                                                | 3 – 2                                                                      | Portogallo                                                                 | Mondiali 2002 - 1º turno                                                   | -                                                                          | 75’                                                                        |
| 10-6-2002                                                                  | Taegu                                                                      | Corea del Sud                                                              | 1 – 1                                                                      | Stati Uniti                                                                | Mondiali 2002 - 1º turno                                                   | -                                                                          |                                                                            |
| 14-6-2002                                                                  | Daejeon                                                                    | Polonia                                                                    | 3 – 1                                                                      | Stati Uniti                                                                | Mondiali 2002 - 1º turno                                                   | 1                                                                          |                                                                            |
| 17-6-2002                                                                  | Jeonju                                                                     | Messico                                                                    | 0 – 2                                                                      | Stati Uniti                                                                | Mondiali 2002 - Ottavi di finale                                           | 1                                                                          |                                                                            |
| 21-6-2002                                                                  | Ulsan                                                                      | Germania                                                                   | 1 – 0                                                                      | Stati Uniti                                                                | Mondiali 2002 - Quarti di finale                                           | -                                                                          |                                                                            |
| 17-11-2002                                                                 | Washington                                                                 | Stati Uniti                                                                | 2 – 0                                                                      | El Salvador                                                                | Amichevole                                                                 | -                                                                          |                                                                            |
| 18-1-2003                                                                  | Fort Lauderdale                                                            | Stati Uniti                                                                | 4 – 0                                                                      | Canada                                                                     | Amichevole                                                                 | -                                                                          |                                                                            |
| 8-2-2003                                                                   | Miami                                                                      | Stati Uniti                                                                | 0 – 1                                                                      | Argentina                                                                  | Amichevole                                                                 | -                                                                          |                                                                            |
| 12-2-2003                                                                  | Kingston                                                                   | Giamaica                                                                   | 1 – 2                                                                      | Stati Uniti                                                                | Amichevole                                                                 | -                                                                          | 71’                                                                        |
| 29-3-2003                                                                  | Seattle                                                                    | Stati Uniti                                                                | 2 – 0                                                                      | Venezuela                                                                  | Amichevole                                                                 | 1                                                                          | 60’                                                                        |
| 8-5-2003                                                                   | Houston                                                                    | Stati Uniti                                                                | 0 – 0                                                                      | Messico                                                                    | Amichevole                                                                 | -                                                                          |                                                                            |
| 26-5-2003                                                                  | San Jose                                                                   | Stati Uniti                                                                | 2 – 0                                                                      | Galles                                                                     | Amichevole                                                                 | 1                                                                          |                                                                            |
| 19-6-2003                                                                  | Saint-Étienne                                                              | Turchia                                                                    | 2 – 1                                                                      | Stati Uniti                                                                | Conf. Cup 2003 - 1º turno                                                  | -                                                                          | 39’                                                                        |
| 21-6-2003                                                                  | Lione                                                                      | Brasile                                                                    | 1 – 0                                                                      | Stati Uniti                                                                | Conf. Cup 2003 - 1º turno                                                  | -                                                                          |                                                                            |
| 23-6-2003                                                                  | Lione                                                                      | Stati Uniti                                                                | 0 – 0                                                                      | Camerun                                                                    | Conf. Cup 2003 - 1º turno                                                  | -                                                                          | 55’                                                                        |
| 6-7-2003                                                                   | Columbus                                                                   | Stati Uniti                                                                | 2 – 0                                                                      | Paraguay                                                                   | Amichevole                                                                 | 1                                                                          | 90’                                                                        |
| 12-7-2003                                                                  | Foxborough                                                                 | Stati Uniti                                                                | 2 – 0                                                                      | El Salvador                                                                | Gold Cup 2003 - 1º turno                                                   | -                                                                          |                                                                            |
| 14-7-2003                                                                  | Foxborough                                                                 | Stati Uniti                                                                | 2 – 0                                                                      | Martinica                                                                  | Gold Cup 2003 - 1º turno                                                   | -                                                                          |                                                                            |
| 19-7-2003                                                                  | Foxborough                                                                 | Stati Uniti                                                                | 5 – 0                                                                      | Cuba                                                                       | Gold Cup 2003 - Quarti di finale                                           | 4                                                                          |                                                                            |
| 23-7-2003                                                                  | Miami                                                                      | Brasile                                                                    | 2 – 1 dts                                                                  | Stati Uniti                                                                | Gold Cup 2003 - Semifinale                                                 | -                                                                          |                                                                            |
| 26-7-2003                                                                  | Miami                                                                      | Stati Uniti                                                                | 3 – 2                                                                      | Costa Rica                                                                 | Gold Cup 2003 - Finale 3º posto                                            | -                                                                          |                                                                            |
| 18-1-2004                                                                  | Carson City                                                                | Stati Uniti                                                                | 1 – 1                                                                      | Danimarca                                                                  | Amichevole                                                                 | 1                                                                          |                                                                            |
| 18-2-2004                                                                  | Amsterdam                                                                  | Paesi Bassi                                                                | 1 – 0                                                                      | Stati Uniti                                                                | Amichevole                                                                 | -                                                                          |                                                                            |
| 13-3-2004                                                                  | Miami                                                                      | Stati Uniti                                                                | 1 – 1                                                                      | Haiti                                                                      | Amichevole                                                                 | -                                                                          | 74’                                                                        |
| 28-4-2004                                                                  | Dallas                                                                     | Stati Uniti                                                                | 1 – 0                                                                      | Messico                                                                    | Amichevole                                                                 | -                                                                          |                                                                            |
| 2-6-2004                                                                   | San Francisco                                                              | Stati Uniti                                                                | 4 – 0                                                                      | Honduras                                                                   | Amichevole                                                                 | -                                                                          |                                                                            |
| 13-6-2004                                                                  | Columbus                                                                   | Stati Uniti                                                                | 3 – 0                                                                      | Grenada                                                                    | Qual. Mondiali 2006                                                        | -                                                                          |                                                                            |
| 20-6-2004                                                                  | Saint George's                                                             | Grenada                                                                    | 2 – 3                                                                      | Stati Uniti                                                                | Qual. Mondiali 2006                                                        | 1                                                                          |                                                                            |
| 11-7-2004                                                                  | Chicago                                                                    | Stati Uniti                                                                | 1 – 1                                                                      | Polonia                                                                    | Amichevole                                                                 | -                                                                          |                                                                            |
| 18-8-2004                                                                  | Kingston                                                                   | Giamaica                                                                   | 1 – 1                                                                      | Stati Uniti                                                                | Qual. Mondiali 2006                                                        | -                                                                          |                                                                            |
| 4-9-2004                                                                   | Foxborough                                                                 | Stati Uniti                                                                | 2 – 0                                                                      | El Salvador                                                                | Qual. Mondiali 2006                                                        | 1                                                                          |                                                                            |
| 8-9-2004                                                                   | Panama                                                                     | Panama                                                                     | 1 – 1                                                                      | Stati Uniti                                                                | Qual. Mondiali 2006                                                        | -                                                                          |                                                                            |
| 9-10-2004                                                                  | San Salvador                                                               | El Salvador                                                                | 0 – 2                                                                      | Stati Uniti                                                                | Qual. Mondiali 2006                                                        | -                                                                          |                                                                            |
| 13-10-2004                                                                 | Washington                                                                 | Stati Uniti                                                                | 6 – 0                                                                      | Panama                                                                     | Qual. Mondiali 2006                                                        | 2                                                                          |                                                                            |
| 17-11-2004                                                                 | Columbus                                                                   | Stati Uniti                                                                | 1 – 1                                                                      | Giamaica                                                                   | Qual. Mondiali 2006                                                        | -                                                                          |                                                                            |
| 9-2-2005                                                                   | Port of Spain                                                              | Trinidad e Tobago                                                          | 1 – 2                                                                      | Stati Uniti                                                                | Qual. Mondiali 2006                                                        | -                                                                          |                                                                            |
| 27-3-2005                                                                  | Città del Messico                                                          | Messico                                                                    | 2 – 1                                                                      | Stati Uniti                                                                | Qual. Mondiali 2006                                                        | -                                                                          |                                                                            |
| 30-3-2005                                                                  | Birmingham                                                                 | Stati Uniti                                                                | 2 – 0                                                                      | Guatemala                                                                  | Qual. Mondiali 2006                                                        | -                                                                          | 90’                                                                        |
| 28-5-2005                                                                  | Chicago                                                                    | Stati Uniti                                                                | 1 – 2                                                                      | Inghilterra                                                                | Amichevole                                                                 | -                                                                          |                                                                            |
| 4-6-2005                                                                   | Salt Lake City                                                             | Stati Uniti                                                                | 3 – 0                                                                      | Costa Rica                                                                 | Qual. Mondiali 2006                                                        | 2                                                                          |                                                                            |
| 8-6-2005                                                                   | Panama                                                                     | Panama                                                                     | 0 – 3                                                                      | Stati Uniti                                                                | Qual. Mondiali 2006                                                        | 1                                                                          |                                                                            |
| 7-7-2005                                                                   | Seattle                                                                    | Stati Uniti                                                                | 4 – 1                                                                      | Cuba                                                                       | Gold Cup 2005 - 1º turno                                                   | 2                                                                          | 66’                                                                        |
| 9-7-2005                                                                   | Seattle                                                                    | Stati Uniti                                                                | 2 – 0                                                                      | Canada                                                                     | Gold Cup 2005 - 1º turno                                                   | 1                                                                          | 45’                                                                        |
| 12-7-2005                                                                  | Foxborough                                                                 | Costa Rica                                                                 | 0 – 0                                                                      | Stati Uniti                                                                | Gold Cup 2005 - 1º turno                                                   | -                                                                          | 66’                                                                        |
| 16-7-2005                                                                  | Foxborough                                                                 | Stati Uniti                                                                | 3 – 1                                                                      | Giamaica                                                                   | Gold Cup 2005 - Quarti di finale                                           | -                                                                          |                                                                            |
| 21-7-2005                                                                  | East Rutherford                                                            | Honduras                                                                   | 1 – 2                                                                      | Stati Uniti                                                                | Gold Cup 2005 - Semifinale                                                 | -                                                                          |                                                                            |
| 24-7-2005                                                                  | East Rutherford                                                            | Stati Uniti                                                                | 0 – 0 dts (3 – 1 dtr)                                                      | Panama                                                                     | Gold Cup 2005 - Finale                                                     | -                                                                          |                                                                            |
| 17-8-2005                                                                  | East Hartford                                                              | Stati Uniti                                                                | 1 – 0                                                                      | Trinidad e Tobago                                                          | Qual. Mondiali 2006                                                        | -                                                                          |                                                                            |
| 3-9-2005                                                                   | Columbus                                                                   | Stati Uniti                                                                | 2 – 0                                                                      | Messico                                                                    | Qual. Mondiali 2006                                                        | -                                                                          | 72’                                                                        |
| 7-9-2005                                                                   | Città del Guatemala                                                        | Guatemala                                                                  | 0 – 0                                                                      | Stati Uniti                                                                | Qual. Mondiali 2006                                                        | -                                                                          | 64’                                                                        |
| 22-1-2006                                                                  | San Diego                                                                  | Stati Uniti                                                                | 0 – 0                                                                      | Canada                                                                     | Amichevole                                                                 | -                                                                          |                                                                            |
| 29-1-2006                                                                  | Carson City                                                                | Stati Uniti                                                                | 5 – 0                                                                      | Norvegia                                                                   | Amichevole                                                                 | -                                                                          | cap. 70’                                                                   |
| 10-2-2006                                                                  | San Francisco                                                              | Stati Uniti                                                                | 3 – 2                                                                      | Giappone                                                                   | Amichevole                                                                 | -                                                                          |                                                                            |
| 1-3-2006                                                                   | Kaiserslautern                                                             | Stati Uniti                                                                | 1 – 0                                                                      | Polonia                                                                    | Amichevole                                                                 | -                                                                          |                                                                            |
| 11-4-2006                                                                  | Orlando                                                                    | Stati Uniti                                                                | 1 – 1                                                                      | Giamaica                                                                   | Amichevole                                                                 | -                                                                          |                                                                            |
| 23-5-2006                                                                  | Nashville                                                                  | Stati Uniti                                                                | 0 – 1                                                                      | Marocco                                                                    | Amichevole                                                                 | -                                                                          |                                                                            |
| 26-5-2006                                                                  | Cleveland                                                                  | Stati Uniti                                                                | 2 – 0                                                                      | Venezuela                                                                  | Amichevole                                                                 | -                                                                          | 66’                                                                        |
| 28-5-2006                                                                  | Atlanta                                                                    | Stati Uniti                                                                | 1 – 0                                                                      | Lettonia                                                                   | Amichevole                                                                 | -                                                                          | cap.                                                                       |
| 12-6-2006                                                                  | Gelsenkirchen                                                              | Rep. Ceca                                                                  | 3 – 0                                                                      | Stati Uniti                                                                | Mondiali 2006 - 1º turno                                                   | -                                                                          |                                                                            |
| 17-6-2006                                                                  | Kaiserslautern                                                             | Italia                                                                     | 1 – 1                                                                      | Stati Uniti                                                                | Mondiali 2006 - 1º turno                                                   | -                                                                          |                                                                            |
| 22-6-2006                                                                  | Norimberga                                                                 | Ghana                                                                      | 2 – 1                                                                      | Stati Uniti                                                                | Mondiali 2006 - 1º turno                                                   | -                                                                          |                                                                            |
| 20-1-2007                                                                  | Carson                                                                     | Stati Uniti                                                                | 3 – 1                                                                      | Danimarca                                                                  | Amichevole                                                                 | 1                                                                          |                                                                            |
| 7-2-2007                                                                   | Glendale                                                                   | Stati Uniti                                                                | 2 – 0                                                                      | Messico                                                                    | Amichevole                                                                 | 1                                                                          |                                                                            |
| 25-3-2007                                                                  | Tampa                                                                      | Stati Uniti                                                                | 3 – 1                                                                      | Ecuador                                                                    | Amichevole                                                                 | 3                                                                          | 90+1’                                                                      |
| 28-3-2007                                                                  | Frisco                                                                     | Stati Uniti                                                                | 0 – 0                                                                      | Guatemala                                                                  | Amichevole                                                                 | -                                                                          |                                                                            |
| 7-6-2007                                                                   | Carson                                                                     | Stati Uniti                                                                | 1 – 0                                                                      | Guatemala                                                                  | Gold Cup 2007 - 1º turno                                                   | -                                                                          |                                                                            |
| 9-6-2007                                                                   | Carson                                                                     | Stati Uniti                                                                | 2 – 0                                                                      | Trinidad e Tobago                                                          | Gold Cup 2007 - 1º turno                                                   | -                                                                          | 46’                                                                        |
| 12-6-2007                                                                  | Foxborough                                                                 | Stati Uniti                                                                | 4 – 0                                                                      | El Salvador                                                                | Gold Cup 2007 - 1º turno                                                   | 1                                                                          | cap. 46’                                                                   |
| 16-6-2007                                                                  | Foxborough                                                                 | Panama                                                                     | 1 – 2                                                                      | Stati Uniti                                                                | Gold Cup 2007 - Quarti di finale                                           | 1                                                                          | 89’                                                                        |
| 21-6-2007                                                                  | Chicago                                                                    | Stati Uniti                                                                | 2 – 1                                                                      | Canada                                                                     | Gold Cup 2007 - Semifinale                                                 | 1                                                                          | 41’                                                                        |
| 24-6-2007                                                                  | Chicago                                                                    | Stati Uniti                                                                | 2 – 1                                                                      | Messico                                                                    | Gold Cup 2007 - Finale                                                     | 1                                                                          |                                                                            |
| 22-8-2007                                                                  | Göteborg                                                                   | Svezia                                                                     | 1 – 0                                                                      | Stati Uniti                                                                | Amichevole                                                                 | -                                                                          | 64’                                                                        |
| 9-9-2007                                                                   | Chicago                                                                    | Stati Uniti                                                                | 2 – 4                                                                      | Brasile                                                                    | Amichevole                                                                 | -                                                                          |                                                                            |
| 19-1-2008                                                                  | Carson City                                                                | Stati Uniti                                                                | 2 – 0                                                                      | Svezia                                                                     | Amichevole                                                                 | 1                                                                          | 81’                                                                        |
| 6-2-2008                                                                   | Houston                                                                    | Stati Uniti                                                                | 2 – 2                                                                      | Messico                                                                    | Amichevole                                                                 | -                                                                          |                                                                            |
| 26-3-2008                                                                  | Varsavia                                                                   | Polonia                                                                    | 0 – 3                                                                      | Stati Uniti                                                                | Amichevole                                                                 | -                                                                          | 64’                                                                        |
| 8-6-2008                                                                   | East Rutherford                                                            | Stati Uniti                                                                | 0 – 0                                                                      | Argentina                                                                  | Amichevole                                                                 | -                                                                          | cap.                                                                       |
| 15-6-2008                                                                  | Carson City                                                                | Stati Uniti                                                                | 8 – 0                                                                      | Barbados                                                                   | Qual. Mondiali 2010                                                        | 1                                                                          | 80’                                                                        |
| 20-8-2008                                                                  | Città del Guatemala                                                        | Guatemala                                                                  | 0 – 1                                                                      | Stati Uniti                                                                | Qual. Mondiali 2010                                                        | -                                                                          |                                                                            |
| 6-9-2008                                                                   | L'Avana                                                                    | Cuba                                                                       | 0 – 1                                                                      | Stati Uniti                                                                | Qual. Mondiali 2010                                                        | -                                                                          |                                                                            |
| 10-9-2008                                                                  | Bridgeview                                                                 | Stati Uniti                                                                | 3 – 0                                                                      | Trinidad e Tobago                                                          | Qual. Mondiali 2010                                                        | -                                                                          |                                                                            |
| 11-10-2008                                                                 | Washington                                                                 | Stati Uniti                                                                | 6 – 1                                                                      | Cuba                                                                       | Qual. Mondiali 2010                                                        | 1                                                                          |                                                                            |
| 11-2-2009                                                                  | Columbus                                                                   | Stati Uniti                                                                | 2 – 0                                                                      | Messico                                                                    | Qual. Mondiali 2010                                                        | -                                                                          |                                                                            |
| 28-3-2009                                                                  | San Salvador                                                               | El Salvador                                                                | 2 – 2                                                                      | Stati Uniti                                                                | Qual. Mondiali 2010                                                        | -                                                                          |                                                                            |
| 1-4-2009                                                                   | Nashville                                                                  | Stati Uniti                                                                | 3 – 0                                                                      | Trinidad e Tobago                                                          | Qual. Mondiali 2010                                                        | -                                                                          |                                                                            |
| 3-6-2009                                                                   | San José                                                                   | Costa Rica                                                                 | 3 – 1                                                                      | Stati Uniti                                                                | Qual. Mondiali 2010                                                        | 1                                                                          |                                                                            |
| 6-6-2009                                                                   | Chicago                                                                    | Stati Uniti                                                                | 2 – 1                                                                      | Honduras                                                                   | Qual. Mondiali 2010                                                        | 1                                                                          | 63’                                                                        |
| 15-6-2009                                                                  | Pretoria                                                                   | Italia                                                                     | 3 – 1                                                                      | Stati Uniti                                                                | Conf. Cup 2009 - 1º turno                                                  | 1                                                                          | cap.                                                                       |
| 18-6-2009                                                                  | Pretoria                                                                   | Brasile                                                                    | 3 – 0                                                                      | Stati Uniti                                                                | Conf. Cup 2009 - 1º turno                                                  | -                                                                          | cap.                                                                       |
| 21-6-2009                                                                  | Rustenburg                                                                 | Stati Uniti                                                                | 3 – 0                                                                      | Egitto                                                                     | Conf. Cup 2009 - 1º turno                                                  | -                                                                          | cap.                                                                       |
| 24-6-2009                                                                  | Bloemfontein                                                               | Spagna                                                                     | 0 – 2                                                                      | Stati Uniti                                                                | Conf. Cup 2009 - Semifinale                                                | -                                                                          | 5’                                                                         |
| 28-6-2009                                                                  | Johannesburg                                                               | Stati Uniti                                                                | 2 – 3                                                                      | Brasile                                                                    | Conf. Cup 2009 - Finale                                                    | 1                                                                          |                                                                            |
| 12-8-2009                                                                  | Città del Messico                                                          | Messico                                                                    | 2 – 1                                                                      | Stati Uniti                                                                | Qual. Mondiali 2010                                                        | -                                                                          |                                                                            |
| 5-9-2009                                                                   | Sandy                                                                      | Stati Uniti                                                                | 2 – 1                                                                      | El Salvador                                                                | Qual. Mondiali 2010                                                        | -                                                                          |                                                                            |
| 9-9-2009                                                                   | Port of Spain                                                              | Trinidad e Tobago                                                          | 0 – 1                                                                      | Stati Uniti                                                                | Qual. Mondiali 2010                                                        | -                                                                          |                                                                            |
| 10-10-2009                                                                 | San Pedro Sula                                                             | Honduras                                                                   | 2 – 3                                                                      | Stati Uniti                                                                | Qual. Mondiali 2010                                                        | 1                                                                          |                                                                            |
| 14-10-2009                                                                 | Washington                                                                 | Stati Uniti                                                                | 2 – 2                                                                      | Costa Rica                                                                 | Qual. Mondiali 2010                                                        | -                                                                          |                                                                            |
| 3-3-2010                                                                   | Amsterdam                                                                  | Paesi Bassi                                                                | 2 – 1                                                                      | Stati Uniti                                                                | Amichevole                                                                 | -                                                                          | 76’                                                                        |
| 29-5-2010                                                                  | Filadelfia                                                                 | Stati Uniti                                                                | 2 – 1                                                                      | Turchia                                                                    | Amichevole                                                                 | -                                                                          |                                                                            |
| 5-6-2010                                                                   | Johannesburg                                                               | Stati Uniti                                                                | 3 – 1                                                                      | Australia                                                                  | Amichevole                                                                 | -                                                                          |                                                                            |
| 12-6-2010                                                                  | Rustenburg                                                                 | Inghilterra                                                                | 1 – 1                                                                      | Stati Uniti                                                                | Mondiali 2010 - 1º turno                                                   | -                                                                          |                                                                            |
| 18-6-2010                                                                  | Johannesburg                                                               | Stati Uniti                                                                | 2 – 2                                                                      | Slovenia                                                                   | Mondiali 2010 - 1º turno                                                   | 1                                                                          |                                                                            |
| 23-6-2010                                                                  | Pretoria                                                                   | Stati Uniti                                                                | 1 – 0                                                                      | Algeria                                                                    | Mondiali 2010 - 1º turno                                                   | 1                                                                          |                                                                            |
| 26-6-2010                                                                  | Rustenburg                                                                 | Ghana                                                                      | 2 – 1 dts                                                                  | Stati Uniti                                                                | Mondiali 2010 - Ottavi di finale                                           | 1                                                                          |                                                                            |
| 10-8-2010                                                                  | Boston                                                                     | Stati Uniti                                                                | 0 – 2                                                                      | Brasile                                                                    | Amichevole                                                                 | -                                                                          | 62’                                                                        |
| 26-3-2011                                                                  | New Orleans                                                                | Stati Uniti                                                                | 1 – 1                                                                      | Argentina                                                                  | Amichevole                                                                 | -                                                                          | 79’                                                                        |
| 29-3-2011                                                                  | Chicago                                                                    | Stati Uniti                                                                | 0 – 1                                                                      | Paraguay                                                                   | Amichevole                                                                 | -                                                                          |                                                                            |
| 7-6-2011                                                                   | Detroit                                                                    | Stati Uniti                                                                | 2 – 0                                                                      | Canada                                                                     | Gold Cup 2011 - 1º turno                                                   | -                                                                          |                                                                            |
| 11-6-2011                                                                  | Tampa                                                                      | Panama                                                                     | 2 – 1                                                                      | Stati Uniti                                                                | Gold Cup 2011 - 1º turno                                                   | -                                                                          |                                                                            |
| 14-6-2011                                                                  | Kansas City                                                                | Stati Uniti                                                                | 1 – 0                                                                      | Guadalupa                                                                  | Gold Cup 2011 - 1º turno                                                   | -                                                                          |                                                                            |
| 19-6-2011                                                                  | Washington                                                                 | Stati Uniti                                                                | 2 – 0                                                                      | Giamaica                                                                   | Gold Cup 2011 - Quarti di finale                                           | -                                                                          | 65’                                                                        |
| 22-6-2011                                                                  | Houston                                                                    | Stati Uniti                                                                | 1 – 0                                                                      | Panama                                                                     | Gold Cup 2011 - Semifinale                                                 | -                                                                          | 46’                                                                        |
| 25-6-2011                                                                  | Pasadena                                                                   | Messico                                                                    | 4 – 2                                                                      | Stati Uniti                                                                | Gold Cup 2011 - Finale                                                     | 1                                                                          | 33’                                                                        |
| 10-8-2011                                                                  | Baltimora                                                                  | Stati Uniti                                                                | 1 – 1                                                                      | Messico                                                                    | Amichevole                                                                 | -                                                                          |                                                                            |
| 2-9-2011                                                                   | Carson City                                                                | Stati Uniti                                                                | 0 – 1                                                                      | Costa Rica                                                                 | Amichevole                                                                 | -                                                                          | 58’                                                                        |
| 26-5-2012                                                                  | Jacksonville                                                               | Stati Uniti                                                                | 5 – 1                                                                      | Scozia                                                                     | Amichevole                                                                 | 3                                                                          |                                                                            |
| 30-5-2012                                                                  | Washington                                                                 | Stati Uniti                                                                | 1 – 4                                                                      | Brasile                                                                    | Amichevole                                                                 | -                                                                          |                                                                            |
| 3-6-2012                                                                   | Toronto                                                                    | Canada                                                                     | 0 – 0                                                                      | Stati Uniti                                                                | Amichevole                                                                 | -                                                                          | 72’                                                                        |
| 8-6-2012                                                                   | Phoenix                                                                    | Stati Uniti                                                                | 3 – 1                                                                      | Antigua e Barbuda                                                          | Qual. Mondiali 2014                                                        | -                                                                          |                                                                            |
| 12-6-2012                                                                  | Città del Guatemala                                                        | Guatemala                                                                  | 1 – 1                                                                      | Stati Uniti                                                                | Qual. Mondiali 2014                                                        | -                                                                          | 90+3’                                                                      |
| 15-8-2012                                                                  | Monterrey                                                                  | Messico                                                                    | 0 – 1                                                                      | Stati Uniti                                                                | Amichevole                                                                 | -                                                                          | 46’                                                                        |
| 5-7-2013                                                                   | San Diego                                                                  | Stati Uniti                                                                | 6 – 0                                                                      | Guatemala                                                                  | Amichevole                                                                 | 2                                                                          | 73’                                                                        |
| 9-7-2013                                                                   | Portland                                                                   | Stati Uniti                                                                | 6 – 1                                                                      | Belize                                                                     | Gold Cup 2013 - 1º turno                                                   | 1                                                                          |                                                                            |
| 13-7-2013                                                                  | Atlanta                                                                    | Stati Uniti                                                                | 4 – 1                                                                      | Cuba                                                                       | Gold Cup 2013 - 1º turno                                                   | 1                                                                          |                                                                            |
| 16-7-2013                                                                  | East Rutherford                                                            | Stati Uniti                                                                | 1 – 0                                                                      | Costa Rica                                                                 | Gold Cup 2013 - 1º turno                                                   | -                                                                          |                                                                            |
| 21-7-2013                                                                  | Baltimora                                                                  | Stati Uniti                                                                | 5 – 1                                                                      | El Salvador                                                                | Gold Cup 2013 - Quarti di finale                                           | 1                                                                          |                                                                            |
| 24-7-2013                                                                  | Salt Lake City                                                             | Stati Uniti                                                                | 3 – 1                                                                      | Honduras                                                                   | Gold Cup 2013 - Semifinale                                                 | 2                                                                          | 72’                                                                        |
| 28-7-2013                                                                  | Chicago                                                                    | Stati Uniti                                                                | 1 – 0                                                                      | Panama                                                                     | Gold Cup 2013 - Finale                                                     | -                                                                          |                                                                            |
| 6-9-2013                                                                   | San José                                                                   | Costa Rica                                                                 | 3 – 1                                                                      | Stati Uniti                                                                | Qual. Mondiali 2014                                                        | -                                                                          |                                                                            |
| 10-9-2013                                                                  | Columbus                                                                   | Stati Uniti                                                                | 2 – 0                                                                      | Messico                                                                    | Qual. Mondiali 2014                                                        | 1                                                                          | 85’                                                                        |
| 11-10-2013                                                                 | Kansas City                                                                | Stati Uniti                                                                | 2 – 0                                                                      | Giamaica                                                                   | Qual. Mondiali 2014                                                        | -                                                                          | 46’                                                                        |
| 1-2-2014                                                                   | Boston                                                                     | Stati Uniti                                                                | 1 – 1                                                                      | Corea del Sud                                                              | Amichevole                                                                 | -                                                                          | cap.                                                                       |
| 2-4-2014                                                                   | New York                                                                   | Stati Uniti                                                                | 2 – 2                                                                      | Messico                                                                    | Amichevole                                                                 | -                                                                          | cap. 59’                                                                   |
| 10-10-2014                                                                 | Fort Lauderdale                                                            | Stati Uniti                                                                | 1 – 1                                                                      | Ecuador                                                                    | Amichevole                                                                 | -                                                                          | cap. 41’                                                                   |
| Totale                                                                     |                                                                            | Presenze (2º posto)                                                        | 157                                                                        |                                                                            | Reti (1º posto)                                                            | 57                                                                         |                                                                            |

## Palmarès

### Giocatore

#### Club
- Campionato MLS: 6

San Jose Earthquakes: 2001, 2003
Los Angeles Galaxy: 2005, 2011, 2012, 2014
- U.S. Open Cup: 1

Los Angeles Galaxy: 2005
- MLS Supporters' Shield: 2

Los Angeles Galaxy: 2010, 2011

#### Nazionale
- Gold Cup: 4

2002, 2005, 2007, 2013

#### Individuale
- Pallone d'oro del Mondiale Under-17: 1

1999
- Miglior giovane dei Mondiali: 1 [81][82]

Corea del Sud-Giappone 2002
- CONCACAF Gold Cup Best XI: 3

2002, 2003, 2005
- Capocannoniere della CONCACAF Gold Cup: 3

2003 (4 gol, a pari merito con Centeno), 2005 (3 gol, a pari merito con Beasley, Ruiz, Tejada e Velásquez), 2013 (5 gol, a pari merito con Torres e Wondolowski)
- U.S. Soccer Athlete of the Year: 5

Miglior giovane: 2000
Atleta dell'anno: 2003, 2004, 2009, 2010
- MLS Best XI: 7

2003, 2008, 2009, 2010, 2011, 2012, 2014
- MLS All-Time Best XI: 1

2005
- Capocannoniere della stagione regolare della Major League Soccer: 1

2008 (20 gol)
- Premio MVP della Major League Soccer: 1

2009
- Gol dell'anno della MLS: 1

2009